# Tovuz
Tovuz  ( azeri: Tovuz) é um dos cinquenta e nove rayones do Azerbaijão. A capital é a cidade de Tovuz.

## Território e população
Este rayon é possuidor uma superfície de 1 942 quilômetros quadrados, os quais são o lugar de uma população composta por 152 000 pessoas. Por onde, a densidade populacional se eleva a cifra dos 78,26 habitantes por cada quilômetro quadrado deste rayon.

## Economia
A região está dominada pela agricultura. Se destacam os vinhos, hortaliças, frutas e cereais em quanto a agricultura, e explorações pecuaristas também ocupam seu lugar na economia.

## Transporte
Através do Rayon, passa a autopista e a linha ferroviária da República da Geórgia.